# John Travolta Wannabe
John Travolta Wannabe (kor. 존트라볼타 워너비) – drugi minialbum południowokoreańskiej grupy T-ara, wydany cyfrowo 29 czerwca 2011 roku, a na płycie 23 czerwca 2011.

## Lista utworów
| Nr | Tytuł                                          | Słowa                           | Kompozycja                      | Aranżacja                       | Czas |
| -- | ---------------------------------------------- | ------------------------------- | ------------------------------- | ------------------------------- | ---- |
| 1. | "Roly-Poly"                                    | Shinsadong Tiger, Choi Gyu-sung | Shinsadong Tiger, Choi Gyu-sung | Shinsadong Tiger                | 3:34 |
| 2. | "Jinjja Jinjja Joahae" (kor. 진짜 진짜 좋아해) | Nang-ee, Beom-ee                | Nang-ee, Beom-ee                | Nang-ee, Beom-ee                | 3:27 |
| 3. | "Yayaya" (Remix ver.)                          | E-Tribe                         | E-Tribe                         | E-Tribe, Chang Jun-ho           | 3:33 |
| 4. | "Wae Ireoni" (kor. 왜 이러니) (Remix ver.)     | Lee Eun-jin (Yangpa)            | Kim Do-hoon, Lee Sang-ho        | Lee Sang-ho                     | 3:49 |
| 5. | "Ma Boo" (Remix ver.)                          | Kim Do-hoon, Rhymer             | Kim Do-hoon                     | Kim Do-hoon                     | 3:29 |
| 6. | "Mollayo" (kor. 몰라요) (Remix ver.)           | Shinsadong Tiger, Choi Gyu-sung | Shinsadong Tiger, Choi Gyu-sung | Shinsadong Tiger, Choi Gyu-sung | 3:47 |
| 7. | "Gwaenchanhayo" (kor. 괜찮아요) (Remix ver.)   | Choi Gyu-sung                   | Choi Gyu-sung                   | Choi Gyu-sung                   | 3:59 |

## Roly-Poly in Copacabana
Minialbum został wydany ponownie 22 sierpnia 2011 roku pod tytułem Roly-Poly in Copacabana (kor. Roly-Poly in 코파카바나). Zawierał dodatkowo nową aranżację utworu Roly-Poly.
| Nr | Tytuł                                                    | Czas |
| -- | -------------------------------------------------------- | ---- |
| 1. | "Roly-Poly in Copacabana" (kor. Roly-Poly in 코파카바나) | 3:29 |

## Notowania
| John Travolta Wannabe     | John Travolta Wannabe | Roly-Poly in Copacabana   | Roly-Poly in Copacabana |
| Lista                     | Pozycja               | Lista                     | Pozycja                 |
| ------------------------- | --------------------- | ------------------------- | ----------------------- |
| Gaon Weekly Album Chart   | 3                     | Gaon Weekly Albums Chart  | 3                       |
| Gaon Monthly Albums Chart | 8                     | Gaon Monthly Albums Chart | 4                       |
| Gaon Yearly Albums Chart  | 50                    | Gaon Yearly Albums Chart  | 65                      |